# Фине
Фине (њем. Finne) општина је у њемачкој савезној држави Саксонија-Анхалт. Једно је од 43 општинска средишта округа Бургенланд. Посједује регионалну шифру (AGS) 15084132.

## Географски и демографски подаци
Површина општине износи 25,0 km². У самом мјесту је, према процјени из 2010. године, живјело 1.306 становника. Просјечна густина становништва износи 52 становника/km².